# Asaracus venezuelicus
Asaracus venezuelicus là một loài nhện trong họ Salticidae.
Loài này thuộc chi Asaracus. Asaracus venezuelicus được Lodovico di Caporiacco miêu tả năm 1955.